# NGC 5685
NGC 5685 (również PGC 52192 lub UGC 9403) – galaktyka eliptyczna (E), znajdująca się w gwiazdozbiorze Wolarza. Odkrył ją Édouard Jean-Marie Stephan 11 maja 1883 roku.